# Nissan Pao
La Nissan Pao è una compact car realizzata dalla Nissan tra il 1989 e il 1991 in serie limitata.

## Descrizione generale
La Pao faceva parte (assieme alla Be-1 e alla Figaro) delle cosiddette Pike car, cioè piccole vetture prodotte in serie limitata senza il marchio Nissan, caratterizzate da una linea retrò ispirata alle classiche compact car del passato. Il suo nome deriva dalla tipica tenda mongola.

## Stile
Se il design della Be-1 traeva ispirazione da quello della Mini britannica, le linee della Pao (realizzate da Naoki Sakai) hanno invece uno stile molto simile a quelle della Renault 4: le nervature sulle fiancate, i finestrini laterali triangolari e le cerniere a vista delle portiere conferivano alla vettura un'immagine di "auto di latta" decisamente vintage. Nello specifico, lo scopo della Nissan era quello di creare "una vettura con il gusto dell'avventura e della vacanza" . 

## Tecnica
La vettura utilizzava la stessa meccanica della Micra prima serie a tre porte ed era equipaggiata con un propulsore MA10S a 4 cilindri in linea raffreddato ad acqua da 987 cm³, con 52 cavalli di potenza e 75 Nm di coppia. Tale propulsore poteva essere gestito da un cambio automatico a tre rapporti o da un cambio manuale a cinque marce. Le sospensioni erano a ruote indipendenti e sfruttavano delle molle elicoidali nella sezione posteriore del mezzo. Il serbatoio aveva una capienza di 40 litri di carburante. A differenza della Be-1, la Pao era dotata di servosterzo e di pneumatici più stretti, in modo da rendere meno faticose le manovre. Inoltre, per agevolare l'accesso al baule, il lunotto e il portellone si aprivano in modo indipendente (uno verso l'alto e l'altro verso il basso).

## Sviluppo e produzione
Presentata per la prima volta al pubblico al Salone di Tokyo del 1987 sotto forma di concept car, la Pao venne poi commercializzata a partire dal 1989. La produzione è limitata come per la Be-1, ma anziché avere un tetto massimo di 10.000 unità, la Pao venne realizzata nel numero di esemplari corrispondente alle ordinazioni raccolte nel trimestre precedente al lancio, per un totale di 31.321 veicoli venduti ; una decisione presa dalla casa madre Nissan in seguito all'inaspettato successo della precedente Pike car Be-1.